# ALV X-1

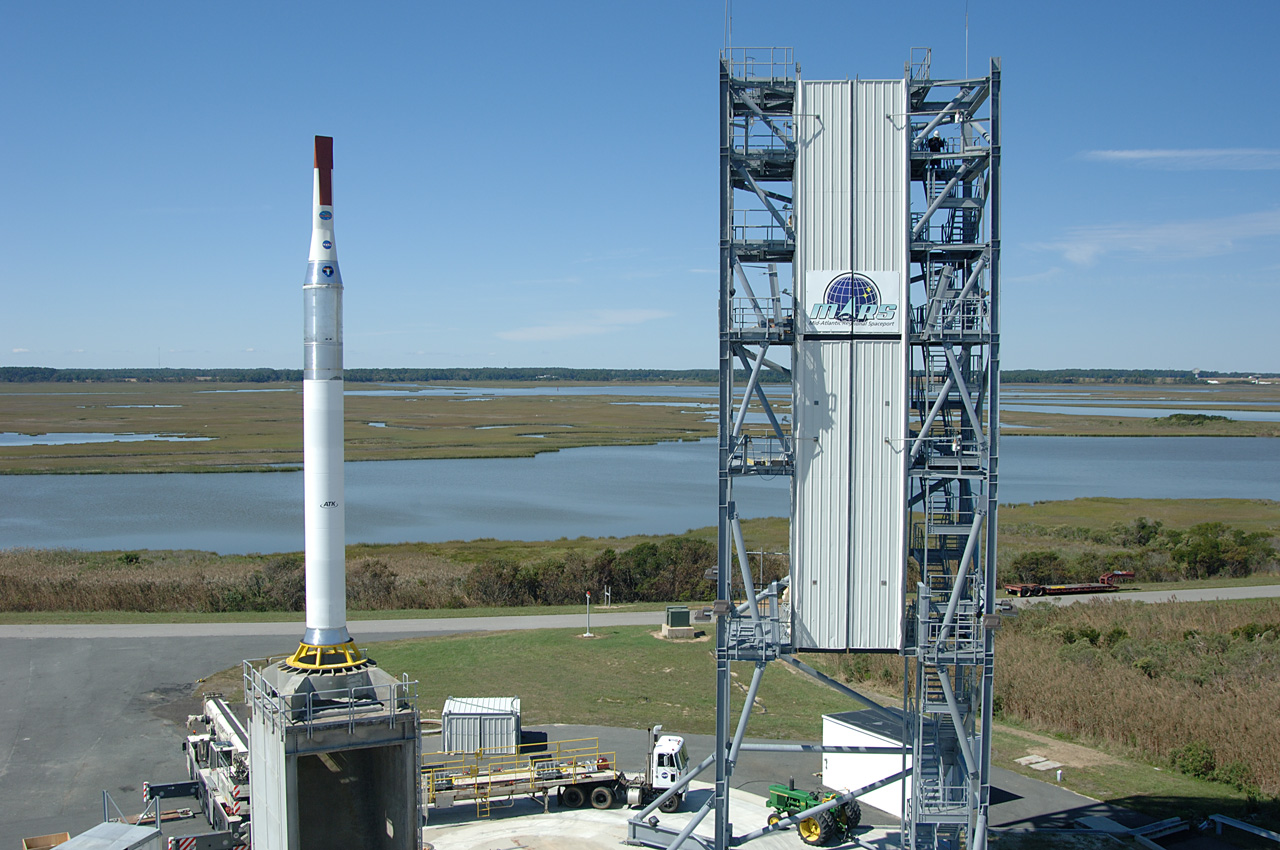
TK ALV X-1 Veículo Lançador Pathfinder

O ALV X-1 era para ser um foguete de sondagem que voaria com um veículo desenvolvido pela Alliant Alliant Techsystems chamado a ATK Launch Vehicle (ALV). O foguete realizou os experimentos SOAREX-VI e Hy-Bolt como cargas úteis. O voo foi lançado às 09:10 GMT em 22 de agosto de 2008, e, em seguida, o foguete foi intencionalmente destruiu após 20 segundo em voo depois de desviar muito longe do curso. O lançamento ocorreu a partir da LP-0B no Mid-Atlantic Regional Spaceport (MARS) no Wallops Flight Facility.